# Claude Alphonse Delangle
Claude Alphonse Delangle, född den 6 april 1797 i Varzy, död den 21 december 1869 i Paris, var en fransk jurist och politiker. 
Delangle var 1840-46 generaladvokat vid kassationsdomstolen och blev sistnämnda år medlem av deputeradekammaren, där han slöt sig till det ministeriella partiet. Såsom generalprokurator i Paris (1847) förde han talan mot de tidigare ministrarna Teste och Cubières samt mot hertigen av Choiseul-Praslin. År 1848 blev Delangle avsatt. 
Delangle slöt sig tidigt till Ludvig Napoleon och blev förste president i appellationsdomstolen i Paris och senator. Inrikesminister i juni 1858 och justitieminister maj 1859-juni 1863, tog han i synnerhet i senaten livlig del i behandlingen av juridiska frågor och blev i november 1865 generalprokurator vid kassationsdomstolen.